# Leichtathletik-Europameisterschaften 1969/400 m Hürden der Männer

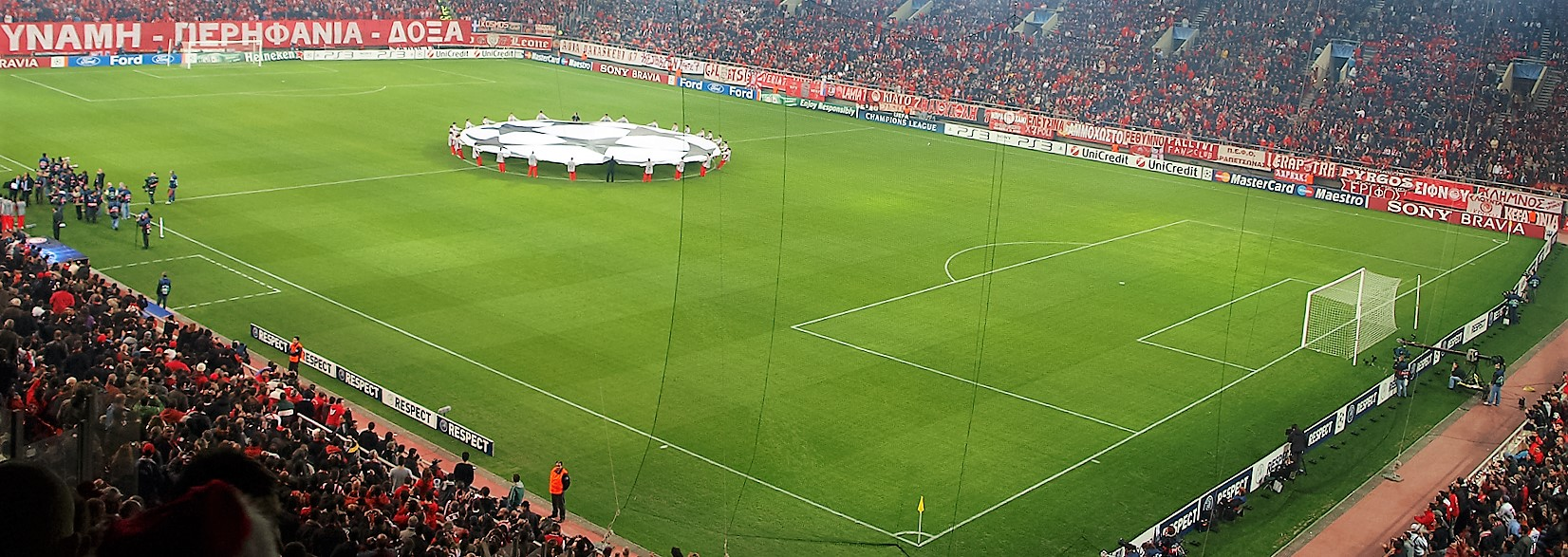
Das Karaiskakis-Stadion im Jahr 2009

Der 400-Meter-Hürdenlauf der Männer bei den Leichtathletik-Europameisterschaften 1969 wurde am 16. und 18. September 1969 im Athener Karaiskakis-Stadion ausgetragen.
In diesem Wettbewerb gab es mit Silber und Bronze zwei Medaillen für Athleten aus Großbritannien. Europameister wurde der sowjetische Olympiafünfte von 1968 Wjatscheslaw Skomorochow. Er gewann vor dem Olympiadritten von 1968 John Sherwood. Bronze ging an Andrew Todd.

## Bestehende Rekorde
| Weltrekord           | 48,1 s | David Hemery     | OS Mexiko-Stadt, Mexiko | 15. Oktober 1968   |
| Europarekord         | 48,1 s | David Hemery     | OS Mexiko-Stadt, Mexiko | 15. Oktober 1968   |
| Meisterschaftsrekord | 49,2 s | Salvatore Morale | EM Belgrad, Jugoslawien | 14. September 1962 |

Der bestehende EM-Rekord wurde bei diesen Europameisterschaften nicht erreicht. Die schnellste Zeit erzielte der sowjetische Europameister Wjatscheslaw Skomorochow mit 49,7 s im Finale am 18. September, womit er diesen Rekord um fünf Zehntelsekunden verpasste. Zum Welt- und Europarekord fehlten ihm 1,6 Sekunden.

## Vorrunde
16. September 1969, 16.00 Uhr
Mit nur sechzehn Läufern war die Anzahl der Teilnehmer so gering, dass drei Vorläufe in der Vorrunde ohne ein weiteres Halbfinale genügten, um die acht Finalisten zu ermitteln. Die ersten beiden Athleten pro Lauf – hellblau unterlegt – sowie die beiden darüber hinaus zeitschnellsten Läufer – hellgrün unterlegt – qualifizierten sich für das Finale.

### Vorlauf 1
| Platz | Name                     | Nation         | Zeit (s) |
| ----- | ------------------------ | -------------- | -------- |
| 1     | Wjatscheslaw Skomorochow | Sowjetunion    | 50,9     |
| 2     | François Huard           | Frankreich     | 51,6     |
| 3     | Andrew Todd              | Großbritannien | 51,6     |
| 4     | Stavros Tziortzis        | Griechenland   | 52,4     |
| 5     | Zdzisław Serafin         | Polen          | 53,5     |
| 6     | Alberto Matos            | Portugal       | 53,6     |
| DNS   | Manfred Klausner         | DDR            |          |

### Vorlauf 2
| Platz | Name              | Nation         | Zeit (s) |
| ----- | ----------------- | -------------- | -------- |
| 1     | Hansjörg Wirz     | Schweiz        | 51,3     |
| 2     | John Sherwood     | Großbritannien | 51,4     |
| 3     | Tadeusz Kulczycki | Polen          | 51,4     |
| 4     | Karel Brems       | Belgien        | 52,5     |
| 5     | Zoran Majstorović | Jugoslawien    | 52,8     |

### Vorlauf 3
| Platz | Name               | Nation      | Zeit (s) |
| ----- | ------------------ | ----------- | -------- |
| 1     | Giorgio Ballati    | Italien     | 51,2     |
| 2     | Wilhelm Weistand   | Polen       | 51,6     |
| 3     | Zsoltan Ringhoffer | Ungarn      | 51,8     |
| 4     | Anatoli Kasakow    | Sowjetunion | 52,2     |
| 5     | Christo Gergow     | Bulgarien   | 53,4     |

## Finale
18. September 1969, 20.05 Uhr
| Platz | Name                     | Nation         | Offizielle Zeit (s) handgestoppt | Inoffizielle Zeit (s) elektronisch |
| 1     | Wjatscheslaw Skomorochow | Sowjetunion    | 49,7                             | 49,70                              |
| 2     | John Sherwood            | Großbritannien | 50,1                             | 50,10                              |
| 3     | Andrew Todd              | Großbritannien | 50,3                             | 50,38                              |
| 4     | Hansjörg Wirz            | Schweiz        | 50,8                             | k. A.                              |
| 5     | François Huard           | Frankreich     | 51,1                             | k. A.                              |
| 6     | Wilhelm Weistand         | Polen          | 51,2                             | k. A.                              |
| 7     | Tadeusz Kulczycki        | Polen          | 51,3                             | k. A.                              |
| 8     | Giorgio Ballati          | Italien        | 52,4                             | k. A.                              |

## Video
- EUROPEAN ATHLETICS 1969 ATHENS 400HS SKOMOROKHOV, youtube.com, abgerufen am 21. Juli 2022